# Romuald Kaczmarek
Romuald Antoni Kaczmarek (ur. 16 listopada 1959) – polski historyk sztuki specjalizujący się w historii sztuki średniowiecznej; nauczyciel akademicki związany z Uniwersytetem Wrocławskim.

## Życiorys
Urodził się w 1959 roku. Jest absolwentem I Liceum Ogólnokształcącego im. Jędrzeja Śniadeckiego w Dzierżoniowie, gdzie był laureatem II Ogólnopolskiej Olimpiady Artystycznej w sekcji plastyki w 1978 roku. Tam też zdał egzamin maturalny. Następnie podjął studia dzienne na kierunku historia sztuki na Uniwersytecie Wrocławskim, uzyskując w 1983 roku tytuł zawodowy magistra na podstawie pracy nt. Śląskie nagrobki tumbowe z figurą leżącą w XVII i XVIII wieku. Po ukończeniu studiów przez dwa lata zatrudniony był w Bibliotece Katedry Historii Sztuki Uniwersytetu Wrocławskiego. W 1985 roku został pracownikiem naukowo-dydaktycznym w Katedrze Historii Sztuki Uniwersytetu Wrocławskiego (od 1994 roku Instytut Historii Sztuki UWr). W 1990 roku podjął studia doktoranckie na macierzystej uczelni. W 1996 roku uzyskał stopień naukowy doktora nauk humanistycznych w zakresie historii o specjalności historia sztuki na podstawie pracy pt. Rzeźba architektoniczna XIV wieku we Wrocławiu, której promotorem był prof. Mieczysław Zlat. W 2010 roku Rada Wydziału Historycznego Uniwersytetu im. Adama Mickiewicza w Poznaniu nadała mu stopień naukowy doktora habilitowanego nauk humanistycznych w zakresie historii o specjalności historia sztuki na podstawie rozprawy nt. Italianizmy. Studia nad recepcją gotyckiej sztuki włoskiej w rzeźbie środkowo-wschodniej Europy (koniec XIII – koniec XIV wieku).
Zawodowo związany jest z macierzystą uczelnią, gdzie obecnie zatrudniony jest na stanowisku profesora uczelnianego. Ponadto jest kierownikiem Zakładu Historii Sztuki Pradziejowej i Średniowiecznej w Instytucie Historii Sztuki Uniwersytetu Wrocławskiego (od 2010 roku). Poza działalnością naukowo-dydaktyczną pełnił także ważne funkcje kierownicze. W latach 1999–2002 był zastępcą dyrektora ds. dydaktycznych, a od 2012 roku pełni funkcję dyrektora tegoż instytutu. Ponadto zasiada w Komitecie Nauk o Sztuce w Wydziale I Nauk Humanistycznych i Społecznych Polskiej Akademii Nauk.